# Baile do Sarongue
Baile do Sarongue é um baile de carnaval que combina experimentação artística, tradição e inovação. A partir de um tema escolhido, sempre associado ao devir do momento, artistas contemporâneos são convidados a criar as instalações que integram o Baile: Cabelo (músico), Ernesto Neto, Franklin Cassaro, Janaina Tschäpe, João Modé, José Damasceno, Laura Lima, Lawrence Malstaf, Maria Lynch, Maria Nepomuceno, Paulo Paes, Penique productions, Ricardo Becker, Siri, Tatiana Bond, Yoann Saura e a dupla de arquitetos Israel Nunes e Pedro Évora, participaram das últimas edições.
Acompanhando o tema do ano, o Baile do Sarongue já aconteceu em diferentes locais do Rio de Janeiro: Maracanãzinho, Museu do Amanhã, Parque Lage, Botafogo de Futebol e Regatas, Clube Monte Líbano, entre outros.
Entre instalações artísticas, arquiteturas e temáticas diversas, a cada ano se reinventa. Sem perder a essência do carnaval de salão. Carnaval arte total.
O Baile, que teve início em 2008 como uma ação entre amigos, no Clube de Regatas Guanabara, acontece toda quinta-feira pré-carnaval. Nômade, não possui endereço fixo. O local é divulgado somente na véspera. A partir de 2013, o ingresso é a Chave da Cidade-Sarongue.
A busca da Chave do Baile inicia os preparativos para a grande festa, promovendo pontos de encontro em locais inesperados, anunciados na véspera, durante o mês de janeiro. Em paralelo, são desenvolvidas a concepção e a elaboração das fantasia, individuais e coletivas. Na semana da montagem das instalações artísticas que compõem a cenografia do Baile, muitos voluntários integram-se ao processo. Estes encontros transferem e catalisam a energia e o envolvimento de foliões e voluntários para o Salão, finalizando o processo com a catarse da grande noite anual. A festa reinventou o ritual carnavalesco de salão.
Uma orquestra organizada especialmente para o Baile dá o tom da festa e faz folionas e foliões dançarem ao redor de um palco central onde, no clímax da noite, a Chave da Cidade-Sarongue é entregue à sua Rainha Momo.
Segundo o criador e diretor do Baile, Marcus Wagner, que se interessa pela festa enquanto expressão cultural, vestir uma fantasia, é vestir costumes. Assim, através do Sarongue, os mais diversos temas são postos à discussão.

## Últimas Edições
Com 17 anos de existência e 15 edições no total, o Baile do Sarongue apresenta, anualmente, uma festa-instalação, trazendo artistas contemporâneos e obras inéditas que dialogam com o tema da vez.

### Sarongue Luz del Fuego (2025: XVI edição)
Inspirado em Luz del Fuego, personagem mítica do Rio dos anos 50. Escritora, atriz, pioneira e ativista do naturismo, se apresentava vestida apenas por duas serpentes e foi símbolo da liberdade sexual feminina.
Para contemplar esse tema, o curador do baile, Marcus Wagner, reuniu o coletivo catalão Penique productions e o artista carioca Cabelo (músico). A entrada do Baile combinou então o envelopamento do coletivo espanhol sobre a arquitetura e sobre as obras do artista Cabelo. A instalação, intitulada "Quinta dos Infernos", continha também uma intervenção sonora assinada por Cabelo e Fausto Fawcett - base do Funk Enredo "Exaltação a LUZ DEL FUEGO" criado pela dupla para o Sarongue 2025.
A saída do penetrável-serpente “Quinta dos Infernos” era a entrada para o “Paraíso de Eva”, criação do Baile do Sarongue para o Salão principal. Gruta-alegoria dourada confeccionada do mesmo material presente na Chave que permitia aos foliões a entrada no Baile deste ano.
O choque da passagem entre o penetrável "Quinta dos Infernos", as entranhas alegóricas de uma serpente, e o salão "Paraíso de Eva", mineral e incandescente, era ampliado por recursos cênicos. Da escultura estática envelopada ao corpo dançante sob um véu flamejante, a folia se alastrou pela animação dantesca dos foliões mimetizados na cenografia dourada.
Embalados pela Orquestra e Fanfarra Sarônica, por performances aéreas, e pela própria cenografia, foliões e salão formaram um só corpo de Baile.

### Sarongue Ai, Ai, Ai (2024: XV edição)
Inspirado no tema Inteligência Artificial, o décimo quinto Baile do Sarongue se auto-descreveu como uma sátira real à Inteligência Artificial. Com o objetivo de provocar reflexão sobre o tema, pela primeira vez, este foi anunciado com maior antecedência. Imagens geradas a partir da Inteligência Artificial foram apresentadas ao público de forma a compartilhar o processo criativo do Baile.
Para criar a instalação que ocupou o hall de entrada do salão, o Sarongue Ai, Ai, Ai utilizou AI. Baseada nas imagens geradas, a dupla convidada, Pirilampos do Planeta, as materializou a seu modo, reutilizando vasta gama de resíduos eletrônicos descartados. Para alcançar o resultado esperado, contou-se com cerca de 70 voluntários na confecção da obra, que aconteceu nos três dias que antecederam o Baile.
No Salão, cortinas móveis recebiam projeções do coletivo SuperUber, produzindo uma arquitetura mutante, efêmera.

### Sarongue Quintaessência (2023: XIV edição)
Em 2023, a Quintaessência foi eleita tema, trazendo para o salão o carnaval-ciência. Descoberta por Aristóteles, configura o elemento etéreo que compõe as esferas celestes, distinto em sua quase imaterialidade das quatro propriedades naturais (terra, água, fogo e ar).
Inspiradas na arte de José Damasceno, moléculas em busca da quinta essência da folia foram espalhadas pelo Baile. Para compor a cenografia da noite, cerca de 50 mil balões foram instalados ocupando e transformando a arquitetura do Salão.

### Sarongue Jardim das Delícias Terrenas (2022: XIII edição)
O Baile pós-pandemia COVID-19 e pós-confinamento aconteceu, excepcionalmente, no mês de abril. O tema buscou inspiração numa obra prima que marcou o final da Idade Média. Muitas são as interpretações levantadas pelo Jardim das Delícias Terrenas desde que foi concebido por Hieronymus Bosch por volta de 1500. A versão escolhida pelo  Baile do Sarongue para inspirar o tema de sua décima terceira edição trata o painel central como utopia paradisíaca. Bosch partiu de um premissa colocada por muitos teólogos de seu tempo: o que seria do ser humano se não tivesse cometido o pecado original?
O local escolhido para a realização desta edição é uma arena de esportes que muito significou para a cultura nacional. O Maracanãzinho foi palco de eventos inesquecíveis, como o Festival da Canção, celeiro da MPB. A orquestra do Sarongue preparou um repertório com versões carnavalescas dedicado às canções populares determinantes que foram lançadas no Festival.

### Sarongue Retrofuturista (2020: XII edição)
A sensação de chegar ao futuro se faz mais presente nas viradas de milênios, séculos e décadas. O ano de 2020 apresentou especial força simbólica nesse sentido. O futuro sonhado pela geração que viveu a space age dos anos 50, 60 e 70 se encontrava em um cenário sociocultural distópico. O Baile daquele ano buscou levantar questões do seu tempo: o futuro utópico desembocou no passado alegórico?
Para a edição especial do Baile do Sarongue no ano em que o Rio seria a Capital Mundial da Arquitetura, o evento escolheu, pela primeira vez, um cenário que representava o tema do ano, Retrofuturista, o Museu do Amanhã, do arquiteto espanhol Santiago Calatrava.
À entrada do Baile, folionas e foliões atravessaram a instalação Réu Hell, de Laura Lima. Enquanto caminhava, o público se deparava com fragmentos de corpos humanos, parcialmente ocultados em um túnel de 60 metros construído na entrada do Museu.

### Outros
Outros temas já tiveram no centro do Sarongue: do fundo do mar, no Sarongue Abissal em sua oitava edição, à ventania do Sarongue Turbilhão, em sua nona edição. A figura Xamânica, em sua décima edição, e metamorphoses, em sua décima primeira.

## Saturnália
Paralelamente e antecedendo o grande evento, o Baile do Sarongue pontualmente promove também o Festival Saturnália, dedicado à fantasia e à arte.
Em 2019, o Festival organizou uma feira de produtos carnavalescos e reuniu exposição de máscaras de carnaval, desfile de fantasias e festas no mês que precedeu a grande noite.
Em 2025, um desfile-concurso de fantasias teve lugar no Alalaô Kiosk e reuniu estilistas, marcas de moda, designers e figurinistas que apresentaram propostas de looks contendo a mesma substância dourada utilizada na cenografia do salão no Baile deste ano. O coletivo Atelier Exos foi o vencedor da noite, sob deliberação de um júri integrado por Alexia Niedzielsky, Izabella Suzart e Rogério S.